# Arenivaga darwini
Arenivaga darwini (лат.) — вид песчаных тараканов-черепашек рода Arenivaga из семейства Corydiidae (или Polyphagidae). Обнаружены в Северной Америке: США (Калифорния, Аризона) и Мексика.

## Описание
Среднего размера тараканы овально-вытянутой формы: длина тела от 13,1 до 17,3 мм; наибольшая ширина тела (GW) 8,6-10,9 мм; ширина пронотума (PW) 5,55-7,67 мм; длина пронотума (PL) 3,5-4,45 мм. Соотношение длины тела к его наибольшей ширине у голотипа = TL/GW 1,65. Основная окраска золотистая с белыми отметинами. Имеют по 1 коготку на лапках. Ноги средней и задней пары покрыты шипиками.
Обитают в песчаной почве, песчаных дюнах. Питаются, предположительно, как и другие виды своего рода, микоризными грибами, листовым детритом пустынных кустарников и семенами, собранными млекопитающими. В надземных условиях живут только крылатые самцы (отличаются ярко выраженным половым диморфизмом: самки рода Arenivaga бескрылые, внешне напоминают мокриц).
Вид был впервые описан в 2014 году американским энтомологом Хейди Хопкинсом (Heidi Hopkins) и назван в честь английского биолога Чарлза Дарвина.